# Margarethe Gruber
Margarethe „Grete“ Gruber (* 15. April 1949 in Judenburg) ist eine ehemalige österreichische Politikerin.
Vom 28. November 2000 bis zum 25. Oktober 2005 gehörte sie dem steirischen Landtag in einer Gesetzgebungsperioden als Landtagsabgeordnete an.

## Leben und Wirken
Margarethe Gruber wurde am 15. April 1949 in Judenburg als Tochter von Johanna Gruber (geb. Reiter) geboren und arbeitete, nachdem sie die örtliche Volks-, Haupt- und Handelsschule absolviert hatte, von 1966 bis 2004 als kaufmännische Büroangestellte bei den Steirischen Gußstahlwerken. Als sie sieben Monate alt war, verunglückte ihr Vater tödlich im Judenburger Stahlwerk. Zusammen mit ihrer Mutter lebte sie in einer Ein-Zimmer-Wohnung, in der zeitweise auch die mit ihr verwandten Brüder Hans und Peter Turrini lebten. Ersterer wurde später Psychologe; Letzterer ist ein bekannter Schriftsteller.
Bereits früh engagierte sie sich für die Sozialdemokraten und war anfangs auf kommunaler Ebene politisch aktiv. Wie bereits ihre Mutter war auch Grete Gruber in jungen Jahren bei den Kinderfreunden tätig. Nach ihrer Wahl in den Judenburger Gemeinderat, fungierte sie in diesem auch als Kulturreferentin. Im Laufe ihrer Karriere war sie SPÖ-Bezirksvorstand und Mitglied des SPÖ-Landesparteivorstands. Ab 1996 trat sie als Vizebürgermeisterin der Stadt Judenburg in Erscheinung und wurde im Zuge der XIV. Gesetzgebungsperiode am 28. November 2000 als Abgeordnete zum steirischen Landtag angelobt. In ihre Zeit als Abgeordnete fiel unter anderem die Wahl zur Bürgermeisterin von Judenburg im Jahr 2004, als welche sie bis 2010 im Amt blieb, woraufhin sie sich aus der Politik zurückzog. Zur damaligen Zeit war sie die erste Frau an der Spitze einer steirischen Bezirkshauptstadt. Ihr Nachfolger wurde Hannes Dolleschall, der dieses Amt bis 2022 bekleidete. In ihrer bis 25. Oktober 2005 dauernder Amtszeit als Landtagsabgeordnete war sie in den Ausschüssen Finanzen, Wirtschaft, Arbeitsplatz, Telekommunikation, Tourismus, Gemeinden, Sicherheit, Einsatzorganisationen, Landesverteidigung und Petitionen tätig.
Heute (Stand: 2020) arbeitet Gruber im Stadtmuseum und im Museum Murtal; bei Letzterem auch bereits im Vorfeld im Arbeitskreis Falkenberg, der auch Betreiber des Museums ist. Des Weiteren ist sie stellvertretende Obfrau des Vereines KZ-Nebenlager Bretstein, bei dem sie mitunter bei der alljährlichen Mahn- und Gedenkfeier mithilft. Zusammen mit Franz Bachmann und Egon Haar trat sie als Gründerin einer Amnesty-Gruppe in Erscheinung. Das Österreichische Rote Kreuz unterstützt Gruber als ehrenamtliche Mitarbeiterin im Rot-Kreuz-Ambulanzdienst. Weiters hilft sie einmal wöchentlich im lokalen VinziMarkt aus. Bereits seit den Jugoslawienkriegen in den 1980er und 1990er Jahren beschäftigt sie sich zudem intensiv mit dem Thema Flüchtlingshilfe. Damals trat sie auch in das Hilfsforum Judenburg ein und verhalf 33 jugoslawischen Kindern zu Unterbringungen in Gastfamilien aus der Region.